# Unabhängiger Verwaltungssenat des Landes Oberösterreich
Der Unabhängige Verwaltungssenat des Landes Oberösterreich war eine Behörde, der bis zum 31. Dezember 2013 die Kontrolle der Verwaltungstätigkeit in Oberösterreich zukam.

## Einrichtung
Aufgrund organisatorischer und verfahrensrechtlicher Anforderungen des Art. 6 der Europäischen Menschenrechtskonvention (EMRK) wurde mit einer Bundesverfassungsnovelle im Jahr 1988 die Basis für die Einrichtung von Unabhängigen Verwaltungssenaten in den Ländern (UVS) geschaffen.
Sie dienten der Sicherung der Gesetzmäßigkeit der gesamten öffentlichen Verwaltung. Der Unabhängige Verwaltungssenat des Landes Oberösterreich wurde mit dem Oö. Verwaltungssenatsgesetz 1990 eingerichtet und nahm seine Arbeit am 1. Jänner 1991 auf.

## Stellung, Organisation und Sitz
Der Unabhängige Verwaltungssenat des Landes Oberösterreich bestand aus dem Präsidenten, Vizepräsidenten, 20 weiteren Mitgliedern und rund 30 Mitarbeiterinnen und Mitarbeitern in der Geschäftsstelle. Die Organisation der UVS sowie das Dienstrecht der Mitglieder waren Landessache. Die Mitglieder der UVS waren weisungsfrei.
Seinen Standort hatte der Unabhängige Verwaltungssenat des Landes Oberösterreich seit seinem Bestehen in der Landeshauptstadt Linz, Fabrikstraße 32.

## Rechtsgrundlagen
Die verfassungsrechtlichen Grundlagen über die Unabhängigen Verwaltungssenate (UVS) in den Ländern waren in den Art. 129a und 129b des Bundes-Verfassungsgesetzes enthalten. Die UVS waren – wie der Verwaltungsgerichtshof in Wien – zur Sicherung der Gesetzmäßigkeit der gesamten öffentlichen Verwaltung berufen. Die UVS waren keine Gerichte im Sinn des B-VG. Sie waren:
- Tribunale im Sinn des Art. 6 EMRK EMRK und Art. 2 Abs. 1 des 7. ZPEMRK und Gerichte nach der Judikatur des EuGH.
- Kontrollorgane der Verwaltung
- Gemäß Art. 129 b Abs. 6 Bundes-Verfassungsgesetz B-VG wurden die Organisation der UVS sowie das Dienstrecht ihrer Mitglieder durch Landesgesetze geregelt. Für den Oö. Verwaltungssenat erfolgte dies durch das Oö. Verwaltungssenatsgesetz 1990, LGBl. Nr. 90/1990.

## Umwandlung in ein Verwaltungsgericht
Im Zuge der Schaffung einer zweistufigen Verwaltungsgerichtsbarkeit durch die Verwaltungsgerichtsbarkeits-Novelle 2012 wurden die Unabhängigen Verwaltungssenate mit 1. Jänner 2014 in Landesverwaltungsgerichte umgewandelt.